# خوان زوريلا دي سان مارتن
خوان زوريلا دي سان مارتن (بالإسبانية: Juan Zorrilla de San Martín) (28 ديسمبر 1855 – 3 نوفمبر 1931) هو شاعر ملحمي كاثوليكي من الأوروغواي. يُشار إليه "بالشاعر الوطني لأوروغواي"، وهو شخصية سياسية.

## روابط خارجية
- خوان زوريلا دي سان مارتن على موقع الموسوعة البريطانية (الإنجليزية)